# トゥグルク朝

トゥグルク朝
تغلق شاهیان

トゥグルク朝の版図

| 先代       | 次代 |
| ---------- | --- |
| ハルジー朝 | マドゥライ・スルターン朝 ヴィジャヤナガル王国 ベンガル・スルターン朝 バフマニー朝 マールワー・スルターン朝 グジャラート・スルターン朝 サイイド朝 |
トゥグルク朝（トゥグルクちょう、Tughluq dynasty）またはトゥグルク・シャーヒー朝（ペルシア語: تغلق شاهیان 転写: Tuġlaq šahian、英語: Tughluq Shahian）は、デリー・スルターン朝の3番目の王朝であるトルコ系のイスラーム王朝（1320年 - 1413年または1414年）。首都はデリー（一時的にダウラターバード）。北インド、デカン、南インドを支配した。トゥグルク朝はインドにおけるイスラーム王朝の統治を固めるために様々な政策を実施した（官僚機構の整備、経済政策、司法行政、遷都など）。

## 歴史

### 成立
アラー・ウッディーン・ハルジーの死後、ハルジー朝は後継者争いの混乱の末に、1320年にギヤースッディーン・トゥグルクに率いられた軍によって倒され、新王朝であるトゥグルク朝が建てられた。

### デリーの発展とデリー・スルターン朝の最大領土
ギヤースッディーン・トゥグルクは、従来のデリー市街とは別に新たにトゥグルカーバードという新区域の建設を行い、デリーの発展に努めた。
1323年には息子ウルグ・ハーンをデカン、南インドに遠征させ、カーカティーヤ朝とパーンディヤ朝を滅ぼし、ホイサラ朝を再服従させ、ほぼインド全域を獲得して、デリー・スルターン朝最大の版図を獲得した。
1325年にギヤースッディーン・トゥグルクはベンガル遠征からデリーに帰還した際に、息子ウルグ・ハーンの命により父のスルターンの勝利の歓迎のために建てられた建物の倒壊によって死亡した。そのため息子による暗殺説やデリーの高名な聖者シャイフを処罰しようとしたために呪いで死んだのだなどといううわさがたてられた。

### ダウラターバード遷都と諸改革
息子のムハンマド・ビン・トゥグルクが王位を継ぐと、王子時代に獲得した広大な版図を支配下に置くべく、1327年に都をデカン高原のデーヴァギリ（デーオギリ）に遷し、ダウラターバードと改名し、スーフィー聖者たちや高官や武将たちに移動するよう命じた。だが、デカン地方のヒンドゥー教徒はこれを歓迎せず、一方で内部からの反対が根強く、1334年にデリーに都を戻さざるをえなかった。しかし、デリーからダウラターバードを結ぶ道路網が整備されたおかげで、南インドと北インドの文化的、経済的交流が促進された。
また、ムハンマド・ビン・トゥグルクはその広大な版図の維持に努めたが、それには多大な費用がかかり、財政を悪化させてしまう。その解決策のひとつとして、一タンカ銀貨に対し同価値の青銅通貨を発行し、これを代用貨幣にしようと試みたが、偽造を防ぐことができず、廃止を余儀なくされた。
ムハンマド・ビン・トゥグルクの内政施策の特徴的なものは、前述の通貨改革のほかに、農業政策が挙げられる。まず、北インドのガンガー・ヤムナー川流域、現ウッタル・プラデーシュ地方で、地租の適正化と軽減を試みたことが挙げられる。その原因については、官吏たちが無能か、不慣れか、政府の取り分が過大な査定だったなど積算が恣意的であったなどという説がある。
これを解決するために、ディーワーネ・アミール・コーヒーという農業生産の拡大を図る官庁を各地に置き、耕作に従事する者に対し、低利で金を貸し付けて小麦、サトウキビ、ブドウ、なつめやしの栽培を振興する政策を実施したが、えらばれた耕作者たちが経験不足だったために失敗した。

### 各地の反乱
このような改革で人々の不満は高まり、1334年に南インドのマドゥライで地方長官ジャラールッディーン・アフサーン・シャーが独立してマドゥライ・スルターン朝を樹立したのを契機に、次々と王朝が樹立されていった。
1336年にハリハラとブッカが独立して南インドでヴィジャヤナガル王国を、1342年にはベンガルの地方長官が独立しベンガル・スルターン朝を、1347年にはデカンのグルバルガでアフガン人傭兵出身の地方長官、アラー・ウッディーン・ハサンが独立してバフマニー朝を建てるに及んで、ベンガル地方、デカン地方から南インドの版図を喪うことになった。
晩年には、インド北西部の各地で反乱が勃発し、ムハンマド・ビン・トゥグルクはその反乱討伐中に死んだ。

### フィールーズ・シャー・トゥグルクのもとの繁栄
1351年に即位したムハンマド・ビン・トゥグルクの従弟、フィールーズ・シャー・トゥグルクは衰退した王朝を回復すべく、積極的な内政改革に取り組んだ。まず、貴族の反乱を抑えるために官職と領地の世襲化を容認した。さらに残酷な身体に対する刑罰の廃止、失業者に対する職業補導などにいずれも成功を収め、離反していた人心を取り戻した。
また、新しい都市・モスクや灌漑施設を建設するなど、内政面で大きな功績を挙げた結果、衰退したトゥグルク朝は往時の勢いを取り戻したのであった。
だが、フィールーズ・シャーのベンガル・スルターン朝への2度の対外遠征はほとんど失敗に終わってしまった。また、バフマニー朝の独立を黙認せざるを得なかった。

### 滅亡
1388年にフィールーズが死去すると、後継者に凡庸な人物が続いたことと、フィールーズの時代に貴族に対して特権を認めた結果、かえって王朝内部で貴族が増長した。
1394年には王朝内で内紛が起こり、地方長官がガンジス川中流域で独立してジャウンプル・スルターン朝が成立し、王朝はまたもや衰退してしまう。しかも1398年末にはティムールのインド北部侵攻を受けて壊滅的な打撃を受けた。
王権が衰退した結果、地方長官が独立を強めて、1401年にマールワー・スルターン朝が、1407年にグジャラート・スルターン朝を興して独立した。王家は1413年にナーシルッディーン・マフムード・シャーが死去することで断絶した。
その後、宮廷を制して権力を握ったのは重臣のダウラト・ハーン・ローディーであるが、1414年にティムール配下であったヒズル・ハーンによって完全に滅ぼされてしまった。そして、サイイド朝が成立した。

## インド統治政策
トゥグルク朝は外来のイスラーム王朝が本格的なインド統治を行う為に様々な政策を実施した。イスラーム中心地帯から人材を集めた。彼ら外国人はイッズィーヤ（ʿazīz/aʿizza,ʿizzīya)と呼ばれた。イブン・バットゥータもイスラーム先進地域出身人材として、法官として約8年間トゥグルク朝に仕えている。第二代スルターン・ムハンマドは、エジプトのマムルーク朝に使節を派遣し、マムルーク朝の庇護下にあったカリフから、カリフの代理としてインドを統治する信任状を取得し、統治の権威付けを試みている。

## 歴代君主
1. ギヤースッディーン・トゥグルク（在位：1320年 - 1325年）
2. ムハンマド・ビン・トゥグルク（在位：1325年 - 1351年）
3. フィールーズ・シャー・トゥグルク（在位：1351年 - 1388年）
4. ギヤースッディーン・トゥグルク2世（在位：1388年 - 1389年）
5. アブー・バクル・シャー（在位：1389年 - 1390年）
6. ナーシルッディーン・ムハンマド・シャー（在位：1390年 - 1394年）
7. アラー・ウッディーン・シカンダル・シャー（在位：1394年）
8. ナーシルッディーン・マフムード・シャー（在位：1394年 - 1413年）
- ナーシルッディーン・ヌスラト・シャー（在位：1394年 - 1398年）（上記と併立）

9. ダウラト・ハーン・ローディー（在位：1413年 - 1414年）

## 系図
|  |  |                                    |                                    |                                    |                                    |                                    |                                    |  |  |                                         |                                         |                                         |                                         |                                         |                                         |  |  |                                           |                                           |                                           |                                           |                                           |                                           |  |  |                                         |                                         |                                         |                                         |                                         |                                         |  |  |  |  |  |  |  |  |  |  |  |  |  |  |  |  |  |  |
|  |  |                                    |                                    |                                    |                                    |                                    |                                    |  |  |                                         |                                         |                                         |                                         |                                         |                                         |  |  |                                           |                                           |                                           |                                           |                                           |                                           |  |  |                                         |                                         |                                         |                                         |                                         |                                         |  |  |  |  |  |  |  |  |  |  |  |  |  |  |  |  |  |  |
|  |  | ギヤースッディーン・トゥグルク1    | ギヤースッディーン・トゥグルク1    | ギヤースッディーン・トゥグルク1    | ギヤースッディーン・トゥグルク1    | ギヤースッディーン・トゥグルク1    | ギヤースッディーン・トゥグルク1    |  |  | ラジャブ                                | ラジャブ                                | ラジャブ                                | ラジャブ                                | ラジャブ                                | ラジャブ                                |  |  |                                           |                                           |                                           |                                           |                                           |                                           |  |  |                                         |                                         |                                         |                                         |                                         |                                         |  |  |  |  |  |  |  |  |  |  |  |  |  |  |  |  |  |  |
|  |  | ギヤースッディーン・トゥグルク1    | ギヤースッディーン・トゥグルク1    | ギヤースッディーン・トゥグルク1    | ギヤースッディーン・トゥグルク1    | ギヤースッディーン・トゥグルク1    | ギヤースッディーン・トゥグルク1    |  |  | ラジャブ                                | ラジャブ                                | ラジャブ                                | ラジャブ                                | ラジャブ                                | ラジャブ                                |  |  |                                           |                                           |                                           |                                           |                                           |                                           |  |  |                                         |                                         |                                         |                                         |                                         |                                         |  |  |  |  |  |  |  |  |  |  |  |  |  |  |  |  |  |  |
|  |  | ムハンマド・ビン・トゥグルク2      | ムハンマド・ビン・トゥグルク2      | ムハンマド・ビン・トゥグルク2      | ムハンマド・ビン・トゥグルク2      | ムハンマド・ビン・トゥグルク2      | ムハンマド・ビン・トゥグルク2      |  |  | フィールーズ・シャー・トゥグルク3       | フィールーズ・シャー・トゥグルク3       | フィールーズ・シャー・トゥグルク3       | フィールーズ・シャー・トゥグルク3       | フィールーズ・シャー・トゥグルク3       | フィールーズ・シャー・トゥグルク3       |  |  |                                           |                                           |                                           |                                           |                                           |                                           |  |  |                                         |                                         |                                         |                                         |                                         |                                         |  |  |  |  |  |  |  |  |  |  |  |  |  |  |  |  |  |  |
|  |  | ムハンマド・ビン・トゥグルク2      | ムハンマド・ビン・トゥグルク2      | ムハンマド・ビン・トゥグルク2      | ムハンマド・ビン・トゥグルク2      | ムハンマド・ビン・トゥグルク2      | ムハンマド・ビン・トゥグルク2      |  |  | フィールーズ・シャー・トゥグルク3       | フィールーズ・シャー・トゥグルク3       | フィールーズ・シャー・トゥグルク3       | フィールーズ・シャー・トゥグルク3       | フィールーズ・シャー・トゥグルク3       | フィールーズ・シャー・トゥグルク3       |  |  |                                           |                                           |                                           |                                           |                                           |                                           |  |  |                                         |                                         |                                         |                                         |                                         |                                         |  |  |  |  |  |  |  |  |  |  |  |  |  |  |  |  |  |  |
|  |  |                                    |                                    |                                    |                                    |                                    |                                    |  |  |                                         |                                         |                                         |                                         |                                         |                                         |  |  |                                           |                                           |                                           |                                           |                                           |                                           |  |  |                                         |                                         |                                         |                                         |                                         |                                         |  |  |  |  |  |  |  |  |  |  |  |  |  |  |  |  |  |  |
|  |  |                                    |                                    |                                    |                                    |                                    |                                    |  |  | ザファル・ハーン                        | ザファル・ハーン                        | ザファル・ハーン                        | ザファル・ハーン                        | ザファル・ハーン                        | ザファル・ハーン                        |  |  | ナーシルッディーン・ムハンマド・シャー6   | ナーシルッディーン・ムハンマド・シャー6   | ナーシルッディーン・ムハンマド・シャー6   | ナーシルッディーン・ムハンマド・シャー6   | ナーシルッディーン・ムハンマド・シャー6   | ナーシルッディーン・ムハンマド・シャー6   |  |  |                                         |                                         |                                         |                                         |                                         |                                         |  |  |  |  |  |  |  |  |  |  |  |  |  |  |  |  |  |  |
|  |  |                                    |                                    |                                    |                                    |                                    |                                    |  |  | ザファル・ハーン                        | ザファル・ハーン                        | ザファル・ハーン                        | ザファル・ハーン                        | ザファル・ハーン                        | ザファル・ハーン                        |  |  | ナーシルッディーン・ムハンマド・シャー6   | ナーシルッディーン・ムハンマド・シャー6   | ナーシルッディーン・ムハンマド・シャー6   | ナーシルッディーン・ムハンマド・シャー6   | ナーシルッディーン・ムハンマド・シャー6   | ナーシルッディーン・ムハンマド・シャー6   |  |  |                                         |                                         |                                         |                                         |                                         |                                         |  |  |  |  |  |  |  |  |  |  |  |  |  |  |  |  |  |  |
|  |  |                                    |                                    |                                    |                                    |                                    |                                    |  |  |                                         |                                         |                                         |                                         |                                         |                                         |  |  |                                           |                                           |                                           |                                           |                                           |                                           |  |  |                                         |                                         |                                         |                                         |                                         |                                         |  |  |  |  |  |  |  |  |  |  |  |  |  |  |  |  |  |  |
|  |  | ファテー・ハーン                   | ファテー・ハーン                   | ファテー・ハーン                   | ファテー・ハーン                   | ファテー・ハーン                   | ファテー・ハーン                   |  |  | アブー・バクル・シャー5                 | アブー・バクル・シャー5                 | アブー・バクル・シャー5                 | アブー・バクル・シャー5                 | アブー・バクル・シャー5                 | アブー・バクル・シャー5                 |  |  | アラー・ウッディーン・シカンダル・シャー7 | アラー・ウッディーン・シカンダル・シャー7 | アラー・ウッディーン・シカンダル・シャー7 | アラー・ウッディーン・シカンダル・シャー7 | アラー・ウッディーン・シカンダル・シャー7 | アラー・ウッディーン・シカンダル・シャー7 |  |  | ナーシルッディーン・マフムード・シャー8 | ナーシルッディーン・マフムード・シャー8 | ナーシルッディーン・マフムード・シャー8 | ナーシルッディーン・マフムード・シャー8 | ナーシルッディーン・マフムード・シャー8 | ナーシルッディーン・マフムード・シャー8 |  |  |  |  |  |  |  |  |  |  |  |  |  |  |  |  |  |  |
|  |  | ファテー・ハーン                   | ファテー・ハーン                   | ファテー・ハーン                   | ファテー・ハーン                   | ファテー・ハーン                   | ファテー・ハーン                   |  |  | アブー・バクル・シャー5                 | アブー・バクル・シャー5                 | アブー・バクル・シャー5                 | アブー・バクル・シャー5                 | アブー・バクル・シャー5                 | アブー・バクル・シャー5                 |  |  | アラー・ウッディーン・シカンダル・シャー7 | アラー・ウッディーン・シカンダル・シャー7 | アラー・ウッディーン・シカンダル・シャー7 | アラー・ウッディーン・シカンダル・シャー7 | アラー・ウッディーン・シカンダル・シャー7 | アラー・ウッディーン・シカンダル・シャー7 |  |  | ナーシルッディーン・マフムード・シャー8 | ナーシルッディーン・マフムード・シャー8 | ナーシルッディーン・マフムード・シャー8 | ナーシルッディーン・マフムード・シャー8 | ナーシルッディーン・マフムード・シャー8 | ナーシルッディーン・マフムード・シャー8 |  |  |  |  |  |  |  |  |  |  |  |  |  |  |  |  |  |  |
|  |  |                                    |                                    |                                    |                                    |                                    |                                    |  |  |                                         |                                         |                                         |                                         |                                         |                                         |  |  |                                           |                                           |                                           |                                           |                                           |                                           |  |  |                                         |                                         |                                         |                                         |                                         |                                         |  |  |  |  |  |  |  |  |  |  |  |  |  |  |  |  |  |  |
|  |  | ギヤースッディーン・トゥグルク2世4 | ギヤースッディーン・トゥグルク2世4 | ギヤースッディーン・トゥグルク2世4 | ギヤースッディーン・トゥグルク2世4 | ギヤースッディーン・トゥグルク2世4 | ギヤースッディーン・トゥグルク2世4 |  |  | ナーシルッディーン・ヌスラト・シャー(8) | ナーシルッディーン・ヌスラト・シャー(8) | ナーシルッディーン・ヌスラト・シャー(8) | ナーシルッディーン・ヌスラト・シャー(8) | ナーシルッディーン・ヌスラト・シャー(8) | ナーシルッディーン・ヌスラト・シャー(8) |  |  |                                           |                                           |                                           |                                           |                                           |                                           |  |  |                                         |                                         |                                         |                                         |                                         |                                         |  |  |  |  |  |  |  |  |  |  |  |  |  |  |  |  |  |  |

## 関連文献
- フランシス・ロビンソン 著、月森左知 訳『ムガル皇帝歴代誌 インド、イラン、中央アジアのイスラーム諸王国の興亡（1206年 - 1925年）』創元社、2009年。
- 小谷汪之『世界歴史大系 南アジア史2―中世・近世―』山川出版社、2007年。
- サティーシュ・チャンドラ 著、小名康之、長島弘 訳『中世インドの歴史』山川出版社、2001年。
- イブン・バットゥータ　『大旅行記』全8巻　イブン・ジュザイイ編、家島彦一訳、平凡社〈平凡社東洋文庫〉、1996-2002年。